# Colin Long
Colin Foster Long (ur. 23 marca 1918 w Melbourne; zm. 8 listopada 2009 tamże) – australijski tenisista, reprezentant kraju w Pucharze Davisa.

## Kariera tenisowa
W trakcie swojej kariery Long wygrał Australian Championships w latach 1940, 1946–1948 w konkurencji gry mieszanej partnerując Nancye Wynne Bolton. Para ta była także w finale turnieju w 1938 i finale Wimbledonu 1947. Podczas edycji Australian Championships w 1939 i 1948 Long osiągnął finał gry podwójnej.
W latach 1947–1948 reprezentował Australię w Pucharze Davisa i grał w meczach deblowych notując bilans pięciu zwycięstw przy dwóch porażkach. W tym czasie Australia przegrywała finały ze Stanami Zjednoczonymi.

### Finały w turniejach wielkoszlemowych

#### Gra podwójna (0–2)
| Końcowy wynik | Nr | Data | Turniej                             | Nawierzchnia | Partner       | Przeciwnicy                | Wynik finału            |
| ------------- | -- | ---- | ----------------------------------- | ------------ | ------------- | -------------------------- | ----------------------- |
| Finalista     | 1. | 1939 | Australian Championships, Melbourne | Trawiasta    | Don Turnbull  | John Bromwich Adrian Quist | 4:6, 5:7, 2:6           |
| Finalista     | 2. | 1948 | Australian Championships, Melbourne | Trawiasta    | Frank Sedgman | John Bromwich Adrian Quist | 6:1, 6:3, 6:8, 3:6, 6:8 |

#### Gra mieszana (4–2)
| Końcowy wynik | Nr | Data | Turniej                             | Nawierzchnia | Partnerka           | Przeciwnicy                    | Wynik finału  |
| ------------- | -- | ---- | ----------------------------------- | ------------ | ------------------- | ------------------------------ | ------------- |
| Finalista     | 1. | 1938 | Australian Championships, Adelaide  | Trawiasta    | Nancye Wynne Bolton | Margaret Wilson John Bromwich  | 3:6, 2:6      |
| Zwycięzca     | 1. | 1940 | Australian Championships, Sydney    | Trawiasta    | Nancye Wynne Bolton | Nell Hall Hopman Harry Hopman  | 7:5, 2:6, 6:4 |
| Zwycięzca     | 2. | 1946 | Australian Championships, Adelaide  | Trawiasta    | Nancye Wynne Bolton | Joyce Fitch John Bromwich      | 6:0, 6:4      |
| Zwycięzca     | 3. | 1947 | Australian Championships, Sydney    | Trawiasta    | Nancye Wynne Bolton | Joyce Fitch John Bromwich      | 6:3, 6:3      |
| Finalista     | 2. | 1947 | Wimbledon, Londyn                   | Trawiasta    | Nancye Wynne Bolton | Louise Brough John Bromwich    | 6:1, 4:6, 2:6 |
| Zwycięzca     | 4. | 1948 | Australian Championships, Melbourne | Trawiasta    | Nancye Wynne Bolton | Thelma Coyne Long Bill Sidwell | 7:5, 4:6, 8:6 |